# Costantino Ciervo

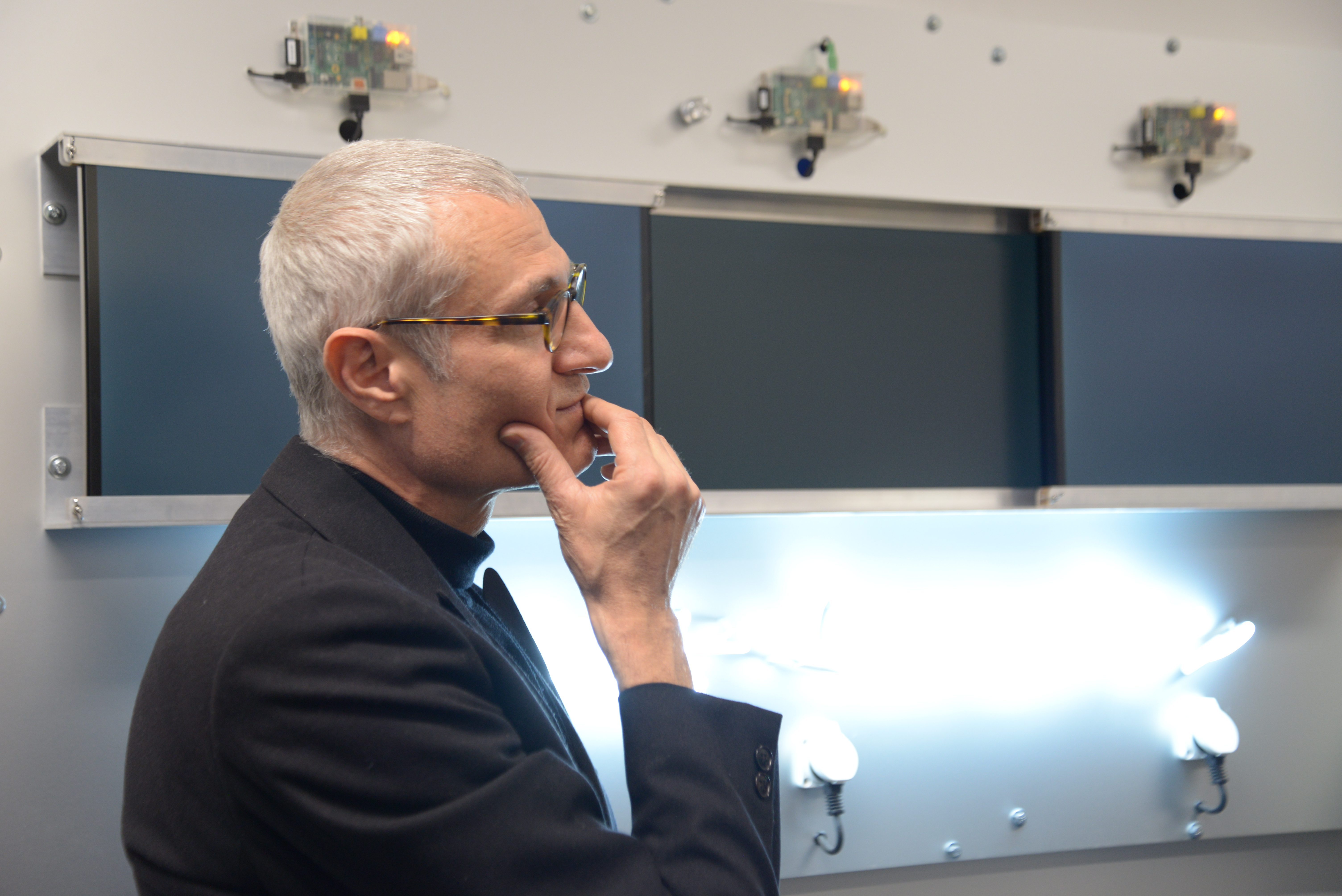
Costantino Ciervo bei seiner Ausstellungseröffnung, Ortner & Ortner Depot, Berlin im April 2019, Foto: Steve Gödickmeier

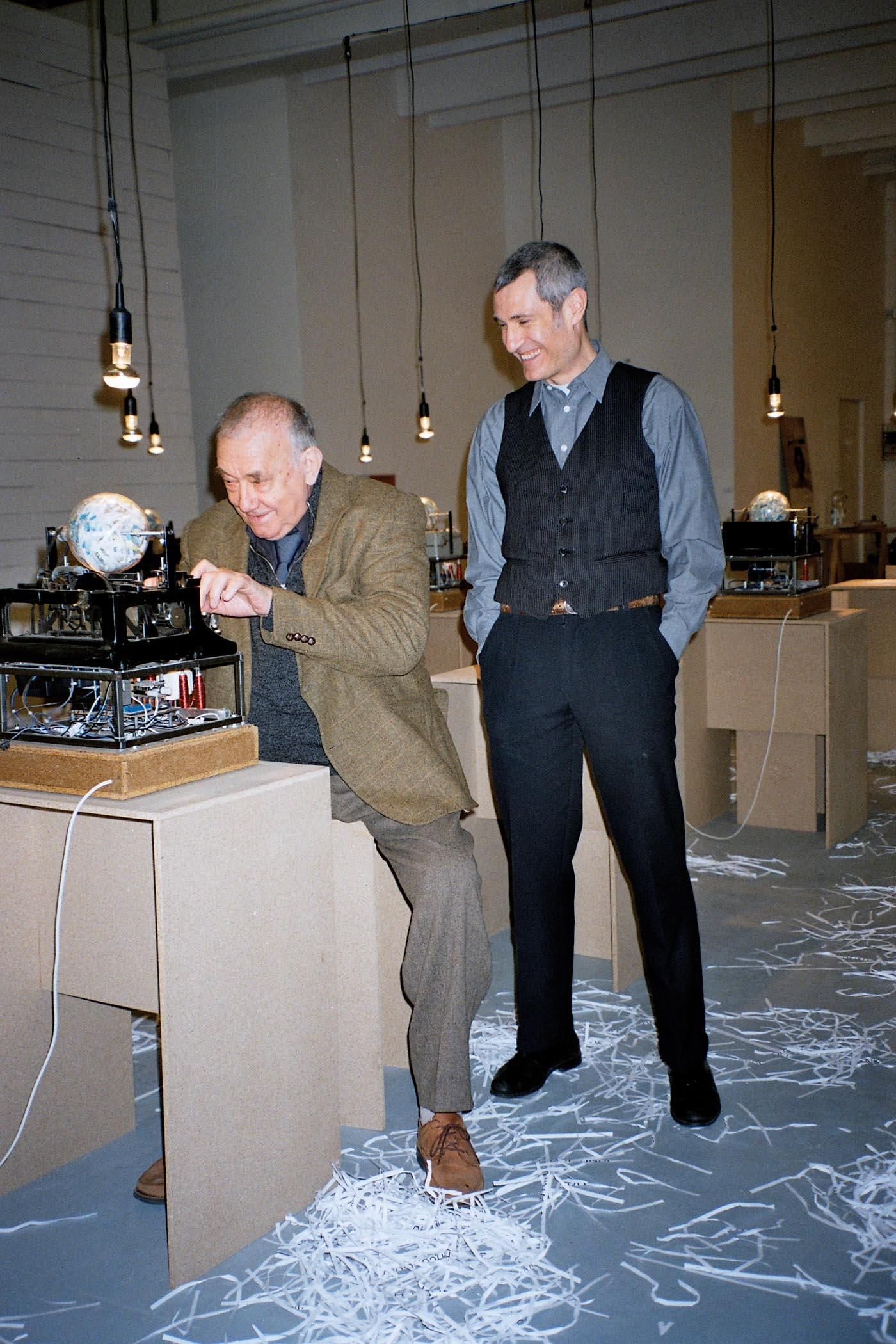
Exhibition view „Profit“, Costantino Ciervo and Daniel Spoerri in front of the installation/performance „Profit“, dispari&dispari project, Reggio Emilia, Italy 2006, photo: Gianni Sassi

Costantino Ciervo (* 1961 in Neapel) ist ein in Deutschland lebender italienischer Künstler.

## Leben
Costantino Ciervo ist in Neapel aufgewachsen. Von 1980 bis 1982 studierte er Ökonomie und Politik an der Universität für Wirtschaft und Handel in Neapel. Nach Abbruch des Studiums begann er als freischaffender Künstler zu arbeiten. 1983 unterrichtete er Siebdruck und Fotomechanik in der Jugendhaftanstalt auf der Insel Nisida im Golf von Neapel. 1984 zog er nach Berlin und begann dort 1988 ein Studium der Philosophie und Kunstwissenschaft an der Technischen Universität Berlin. 1993 nahm er an der Biennale von Venedig teil. Costantino Ciervo ist Mitglied im Verein Deutscher Künstlerbund. Er lebt und arbeitet in Berlin.

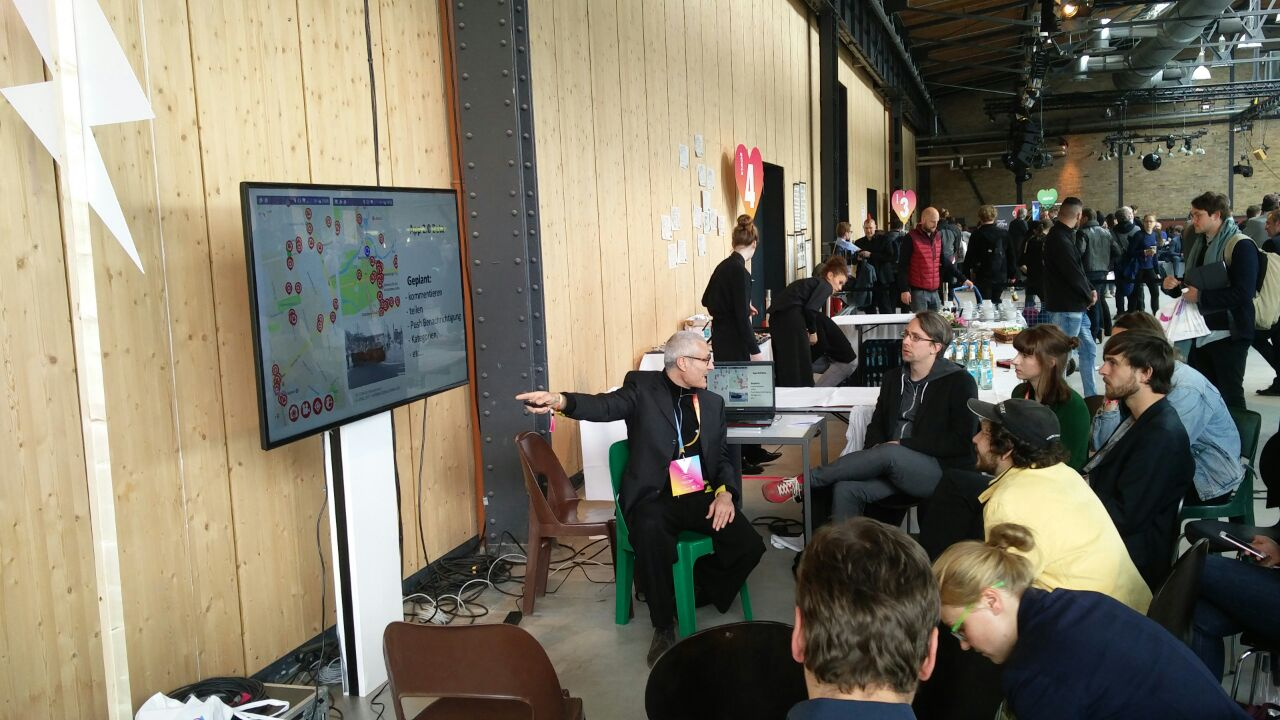
Costantino Ciervo, lightning talk about the participatory art project „SendProtest“ at re:publica 17, Berlin 2017, photo: Erik Zocher

## Werk
Ciervo setzt sich in seinen Videoinstallationen mit dem Sein des Menschen in der heutigen Gesellschaft, den geltenden Wirtschaftssystemen und den rasanten regionalen sowie globalen Entwicklungen und möglichen Befreiungsstrategien auseinander. Er befasst sich mit aktuellen Themen wie den Umwälzungen im Bereich der Wissenschaft, technologischer und genetischer Forschung, Informatik und Kommunikationstechnologie, Terrorismus, Ethik sowie Komplexität.
2016 startete sein partizipatorisches Langzeit-Kunstprojekt „SendProtest!“ mit einer Mobile App und Internetarchiv. Einige seiner Installationen und Videoskulpturen sowie das „SendProtest“-Archiv sind permanent im Museum Fluxus Plus in Potsdam zu sehen.

## Ausstellungen (Auswahl)
- 2025: MO_Schaufenster #39: Costantino Ciervo - Die Namen der Toten im Meer, Museum Ostwall, Dortmund[4]
- 2022: Touchable/Untouchable, museum FLXUS+, Potsdam[5]
- 2022: Habitate, Schloss Biesdorf, Berlin[6]
- 2020: Amuse-bouche. Der Geschmack der Kunst, Tinguely Museum, Basel[7]
- 2019: Costantino Ciervo – Here and Now, ortner & ortner depot, Berlin[8]
- 2018/2019: Der Duft der Bilder – Werke der colecciòn olorVISUAL, Barcelona, Opelvillen Rüsselsheim und Städtische Galerie Delmenhorst[9]
- 2018: Kunstwort & Bildtext, Kunsthaus Zofingen, Schweiz[10]
- 2017: SendProtest – Participatory Art Project with App & Database, Lightning Talk auf der re:publica 2017, Berlin[11]
- 2016: exsolutio, Kunst im Kreuzgang[12], St. Jodokus (Bielefeld), Deutschland[13]
- 2015: boom, bubble, blast, Motorenhalle, Kunstverein riesa efau, Dresden, Deutschland
- 2014: Competition, kuratiert von Valerio Dehò, Kunstverein TRA – Treviso Ricerca Arte, Treviso, Italien[14]
- 2014: NINE 4 FIVE – Neue Werke in der Sammlung – Gemeinschaftsausstellung anlässlich des 5-jährigen Jubiläums des Museum Fluxus Plus, Potsdam, Deutschland
- 2013: dive and run, freiraum q21[15]
- 2013: Try Again, Museum Fluxus Plus, Potsdam, Deutschland
- 2012: ausgezeichnet / gefoerdert – Stipendiaten und Projektfoerderungen 2011–2012 der Hans und Charlotte Krull Stiftung, Museum Fluxus Plus, Potsdam, Deutschland[16]
- 2012: LIBERATELI TUTTI, Galerie Kro Art Contemporary, Wien, Oesterreich[17]
- 2012: Macht der Freiheit – Freiheit der Macht, Museum Fluxus Plus, Potsdam, Deutschland
- 2011: auto.MOBIL, Kunstverein Erfurt[18], Peterskirche, Erfurt, Deutschland
- 2011: Destroy Linear Time, dispari&dispari project, Reggio Emilia, Italien
- 2011: GLOBAL FIGHT CLUB. Aspekte des Terrors in der zeitgenössischen Kunst, MEINBLAU projektraum, Berlin[19]
- 2009: Perversion of Signs, Kunsthaus Pasquart, Biel/Bienne, Schweiz.[20]
- 2009: Notation. Kalkül und Form in den Künsten, eine Ausstellung des ZKM – Zentrum für Kunst und Medientechnologie Karlsruhe und der Akademie der Künste (Berlin)[21][22]
- 2009: Prostitution of Signs, Museum Fluxus Plus, Potsdam, Deutschland
- 2008: Vicious Circle, Galerie Sakamoto Contemporary, Berlin, Deutschland
- 2007: Radical Theories, Fondazione (Foundation) Mudima, Milano, Italien
- 1996: Cluster Images, 2. Werkleitz Biennale (Werkleitz Gesellschaft), Dessau, Deutschland[23]
- 1994: Kunst-Werke Berlin, Berlin; Oniscus Murarius (mit Ottomar Kiefer)[24]
- 1993: Biennale di Venezia, Deterritoriale, XLV. Biennale di Venezia, Venedig

## Werke in öffentlichen und privaten Sammlungen (Auswahl)
- Museum Ostwall, Dortmund[25]
- Weltbank, Washington D.C., USA[26]
- Nationalmuseum für moderne und zeitgenössische Kunst, Korea[27]
- Gilbert and Lila Silverman, Fluxus Foundation, Detroit, Michigan, and New York, New York, USA
- Kunstverein Köln Süd (ehemaliger Kunstverein Hürth), Deutschland
- museum FLUXUS+, Sammlung Liman, Potsdam,[28]
- O&O Baukunst Berlin, Deutschland
- Colección Jose María Civit, Spanien
- Archivio Pari&Dispari, Rosanna Chiessi, Reggio Emilia, Italien[29]
- dispari & dispari project, Reggio Emilia, Italien[30]
- Fondazione Mudima, Mailand, Italien[31]
- collection olorVISUAL, Barcelona, Spanien
- Sammlung kunst:raum sylt quelle, Sylt, Deutschland
- Fundación ONCE, Madrid, Spanien,[32]
- Colección Circa XX – Colección de Pilar Citoler,[33] Zaragoza, Spanien
- , VIDEOKUNST_CH, Sammlung Carola und Günther Ketterer-Ertle, Bern, Schweiz
- Kunstverein Biel/Bienne, Schweiz[34]
- Museum Art Plus/Sammlung Biedermann, Donaueschingen, Deutschland[35]
- Kunstverein Bad Salzdetfurth (Stiftung Kunstgebäude Schlosshof Bodenburg), Deutschland
- Artothek Kunstsammlung der Sozialen Künstlerförderung, Berliner Senat, Berlin
- Kunstsammlung der Berliner Volksbank, Berlin[36]